# Gorron
Gorron – miejscowość i gmina we Francji, w regionie Kraj Loary, w departamencie Mayenne.
Według danych na rok 1990 gminę zamieszkiwało 2837 osób, a gęstość zaludnienia wynosiła 198 osób/km² (wśród 1504 gmin Kraju Loary Gorron plasuje się na 182. miejscu pod względem liczby ludności, natomiast pod względem powierzchni na miejscu 811.).